# Novo-Peredelkino
Il quartiere Novo-Peredelkino (in russo Район Ново-Переделкино?) è un quartiere di Mosca sito nel Distretto Occidentale, sito oltre l'MKAD.

## Storia
Nel XVII secolo la zona ospitava l'abitato di Peredel'cy. Attorno alla locale fermata del treno cominciò a formarsi un villaggio di dacie, che prese il nome di Peredelkino.
Peredelkino e gli abitati vicini vengono inclusi nel territorio cittadino di Mosca nel 1984 all'interno del neonato quartiere Solncevskij ("del sole"), che verrà poi ripartito negli attuali quartieri di Novo-Peredelkino, Solncevo e Vnukovo.